# 范娥山山脉
范娥山是云南省临沧市沧源佤族自治县的一条山脉，呈南北走向，属窝坎大山余脉，主峰位于勐董镇境内，最高海拔2,175米，面积34.81平方公里。植被为阔叶林，宜牧。:55

## 资料来源
1. ↑  沧源佤族自治县地方志编撰委员会. . 昆明: 云南民族出版社. 1998年12月. ISBN 7-5367-1498-X.